# 東大阪市立石切東小学校
東大阪市立石切東小学校（ひがしおおさかしりつ いしきりひがししょうがっこう）は、大阪府東大阪市上石切町にある公立小学校。

## 通学区域
- 上石切町1～2丁目、北石切町、東石切町1～6丁目、日下町1丁目10番、日下町1丁目9番21号（孔舎衙東小学校及び孔舎衙中学校の通学区域を除く。）[1]

## 進路状況
ほとんどの児童は東大阪市立石切中学校へ進学するが、国私立中学校へ進学する児童もいる。